# Dama de Castellar
La Dama de Castellar és una estàtua/exvot de bronze que data d'entre el Segle IV aC - i el Segle II aC, que representa a una dama o sacerdotessa, i que va ser esculpida pels ibers, i la troballa dels quals es va produir a la localitat de Castellar, Província de Jaén, (Andalusia), al jaciment arqueològic denominat "Cueva de la Lobera", a principis de la dècada dels 70 del segle XX per part de l'arqueòleg francès Gerard Nicolini.

## Simbologia
Es tracta d'un exvot, i representa a una dama de l'aristocràcia o una sacerdotessa ibèrica, que vesteix túnica, va abillada amb diverses joies i porta una còfia i dues rodeles al cap;

## Característiques
- Forma: Dama o sacerdotessa.
- Material: bronze.
- Context: Edat del Ferro II.
- Estil: Ibèric.[1]
- Tècnica: a la cera perduda.

## Conservació
La peça s'exposa de forma permanent en el Museu d'Arqueologia de Catalunya de Barcelona.